# Colors (織田かおりのアルバム)
『Colors』（カラーズ）は、織田かおりの2枚目のオリジナルアルバム。2014年5月7日、ティームエンタテインメントから発売された。

## 収録曲

### CD
1. true colors（新曲）
作詞：織田かおり、作曲・編曲：津波幸平（TWINPOWER）
2. 煌めきの扉（PlayStation®Vita用ソフト「猛獣使いと王子様」オープニングテーマ）
作詞：rino、作曲・編曲：尾澤拓実
3. GRASPS（新曲）
作詞：織田かおり、作曲・編曲：尾澤拓実
4. Reverberation（PlayStation®Vita用ソフト「AMNESIA V Edition」オープニングテーマ）　
作詞：rino、作曲・編曲：MANYO
5. 微睡みを超えて（iOS & Android用アプリ「AMNESIA LATER」エンディングテーマ）
作詞：rino、作曲：増谷賢、編曲：戸田章世
6. 花はうつつに（PlayStation®Portable用ソフト「忍び、恋うつつ」オープニングテーマ）
作詞：日山尚、作曲・編曲：川上博之
7. エスケープ（新曲）
作詞：織田かおり、作曲：安永龍平（TWINPOWER）、編曲：福田真一朗
8. 君と愛になる（PlayStation®Portable用ソフト「AMNESIA CROWD」エンディングテーマ）
作詞：rino、作曲：rino、編曲：chokix
9. 白、ひとひら（PlayStation®Portable用ソフト「白華の檻 ～緋色の欠片4～ 四季の詩」冬エンディングテーマ）
作詞：磯谷佳江、作曲・編曲：なるけみちこ
10. 誓いの花束（PlayStation®Vita用ソフト「猛獣使いと王子様」エンディングテーマ）
作詞：rino、作曲：霜月はるか、編曲：戸田章世
11. Addicted（新曲）
作詞：織田かおり、作曲・編曲：増谷賢
12. 暁のバタフライ（PlayStation®Portable用ソフト「AMNESIA CROWD」オープニングテーマ）
作詞：rino、作曲・編曲：東タカゴー
13. 愛がきこえる（iOS & Android用アプリ「AMNESIA LATER」オープニングテーマ）　
作詞：rino、作曲・編曲：安瀬聖

### DVD（初回限定盤のみ）
1. true colors（ミュージッククリップ）
2. 暁のバタフライ（ミュージッククリップ）
3. Reverberation（ミュージッククリップ）
4. 花はうつつに（ミュージッククリップ）
5. 暁のバタフライ（PlayStation®Portable用ソフト「AMNESIA CROWD」オープニングムービー）
6. Reverberation（PlayStation®Vita用ソフト「AMNESIA V Edition」オープニングムービー）
7. 花はうつつに（PlayStation®Portable用ソフト「忍び、恋うつつ」オープニングムービー）